# 寄附講座
寄附講座（きふこうざ）とは、大学や研究機関における教育・研究形態の一つである。

## 概要
民間企業や行政組織など、大学や研究機関の外部組織から教育・研究振興のために寄附された資金や人材を活用し、研究教育を行う活動を指す。
理系の学問分野における寄附講座は外部から寄附された資金を元に、開設講座を組織化し研究活動を行う（一例として、医薬品メーカーから寄附された資金を元に、難病の治療法を研究するなど）。
営利目的の研究が主軸ではないが、寄附者の意図を汲んだ研究内容が多い（新技術の開発等）。
他方、文系の学問における寄附講座は、その多くが大学において行われ、授業の一環（多くの大学では、自らの大学で特に力を入れている教育・研究の分野で行われる）として実施される場合が大半である。
寄附の内容は資金の提供ではなく、カリキュラムやテキストを作成し、講師を派遣するといったノウハウ・人材面での寄附が多い。
なお、寄附講座の実施にあたっては、寄付者の篤志を称え、講座名に寄付者の名称を付ける事が出来る。
実施大学と提供組織との関連は、同じ専攻領域での活動を主体としたものや、地場産業と大学組織との関連など、その形態はさまざまであり、特に偏りを持つ組織連携は見られない。
英米などでは、教授職名が場合によって①学部長・学科長を表す②特別に給与が高い③特に名誉ある優秀な人間である（例：ルーカス教授職、シモニー教授職）などの意味を持つことがある。